# 新エネルギー
新エネルギー（）とは、日本においてエネルギーの一種を指し、概ね既存の枯渇性エネルギーを代替するとされる再生可能エネルギーを指す。
公的には日本における新エネルギー利用等の促進に関する特別措置法（新エネルギー法）において「新エネルギー利用等」として定義され、同法に基づき政令で指定されるものを指す。具体的にはバイオマス、太陽熱利用、雪氷熱利用、地熱発電、風力発電、太陽光発電などを指す。
ほぼ日本のみで用いられる概念だが、世界的には代替エネルギー (alternative energy) の概念に近い。

## 語義・定義
新エネルギー法の第2条において、「新エネルギー利用等」として定義されている。具体的な要件は以下のとおりである。
石油代替エネルギーの製造・発生・利用のうち、
- 経済性の面における制約から普及が十分でないものであって、
- その促進を図ることが石油代替エネルギーの導入を図るため特に必要なものとして政令で定めるもの

法律上の定義では、再生可能エネルギーでない廃棄物発電や、一般的な「エネルギー」という言葉の用法には当てはまらない天然ガスコージェネレーション（→コジェネレーション）や燃料電池といったエネルギーの有効利用技術も当てはまるが、現在政令で指定されているものは、再生可能エネルギーに限られている。しかしながら、法律上の位置づけはあくまで「石油代替」であり、地球温暖化の防止などの環境対策の観点は含まれていない。

### 歴史的推移
新エネルギー法は1997年に成立した。2008年の政令改正までは、廃棄物発電、天然ガスコージェネレーションや燃料電池なども含まれていた。2006年の経済産業省総合エネルギー調査会新エネルギー部会において、国際的に「再生可能エネルギー」という概念の認知度が高まっていることなどを踏まえて、新エネルギーの概念と再生可能エネルギーの概念の整理をすべきとの議論がなされた。その後、同年11月に公表された「総合資源エネルギー調査会新エネルギー部会中間報告」において、「「新エネルギー」の概念については、今後は、再生可能エネルギーのうち、その普及のために支援を必要とするものとして整理することが適切である」とされた。それらを踏まえ、2008年4月に政令が改正され、現在指定されているものは再生可能エネルギーに限られている。

### 類義語
ほぼ同様の意味をさして使われる言葉として代替エネルギー (Alternative energy) がある。こちらは現在主力として使われるエネルギー資源にかわる新しい資源という意味である。新エネルギーが公的機関において良く用いられるのに対し、こちらは民間で良く見られる言葉である。ただし日本では「石油代替」の意味で石炭・天然ガス・原子力を含む場合があるが、日本以外では通常これらを含まないため、使用には注意が必要である。
新エネルギーあるいは代替エネルギーとされるものの多くが、再生可能エネルギー (Renewable energy) と呼ばれるものである。なお、再生可能エネルギーに対し、前述の有限のエネルギー資源を枯渇性エネルギーと呼ぶ。

### 他国語への翻訳
そのまま英語に置き換えると new energy となる。これは再生可能エネルギーの意味のみでなく、単に「新しい」という意味で枯渇性エネルギーを含む新方式のエネルギー源全般に利用できるため、語義が不明確となり、英語としては通じない。再生可能エネルギーと同義で使われる場合は renewable energy か renewable energy sources と訳すが妥当で、その他の場合は new energy sources, new sources of energy とするほうがよさそう。ただし、new energy sourcesなどでは、再生可能エネルギーの意味が弱まり、伝わりにくくなってしまう。

## 現行の新エネルギー
「新エネルギー利用等の促進に関する特別措置法施行令」（2015年4月1日改正施行）で指定されているものは、以下の通りである。
1. 太陽光発電
2. 太陽熱利用（給湯、暖房、冷房その他の用途）
3. 風力発電
4. 雪氷熱利用
5. バイオマス発電
6. バイオマス熱利用
7. バイオマス燃料製造（アルコール燃料、バイオディーゼル、バイオガスなど多数)
8. 塩分濃度差発電
9. 温度差エネルギー
10. 地熱発電（バイナリ方式のものに限る）
11. 未利用水力を利用する水力発電（1,000kW 以下のものに限る）

## 現状と将来

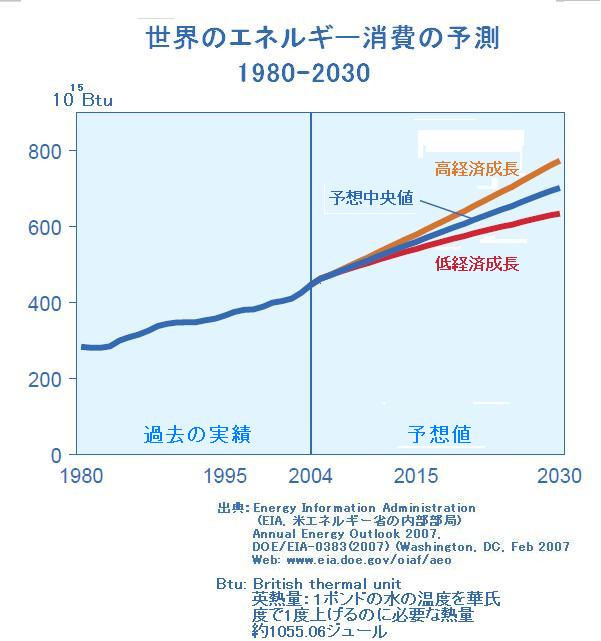
黄色が高成長経済の結果需要がさらに高くなった場合の予測値。青は予想の中央値。赤は経済があまり伸びなかった場合の需要予測値

我々の周りにはいくつかのエネルギー資源が存在するが、水力・風力・太陽熱など古来から使われていたものの改良や、生物（バイオマス）、地熱、波力、海洋温度差、太陽光発電といった近年の科学によって開発されたものが新エネルギーである。現在主力となっている化石燃料によるエネルギーはいずれは枯渇する有限の資源である。化石燃料や原子力エネルギーには環境への影響などに大きな問題があり、新エネルギーの開発は国際的にも重要な課題になっている。
1998年時点でのエネルギー資源の内訳は以下の通り。
- 石油 40%
- 天然ガス 22.5%
- 石炭 23.3%
- 原子力 6.5%
- 水力 7.0%
- 再生可能エネルギー 0.7%

実に全体の3/4以上を枯渇性エネルギーに頼っており、特に運輸の分野ではそのほとんどを石油に頼っている。新エネルギーはその定義上、いずれもまだ黎明期を脱していないが、潜在的な利用可能量は大きいと見込まれている。さまざまな新エネルギーについて、開発と利用が並行して進められている。
新エネルギーは地球温暖化への対策の一環として積極的な利用が進められ、将来は世界のエネルギーの数割が再生可能エネルギーで賄われるとも予測されている。再生可能エネルギー#利用状況と見通しを参照。
新エネルギーの特性を生かして、分散型電源として活用する試みも盛んである。（分散型電源を参照。）